# Time on Earth
Time on Earth é o quinto álbum de estúdio do grupo neozelandês Crowded House, lançado em 2007.
O disco é o primeiro de inéditas desde 1993 e marca o reencontro da banda onze anos após a sua dissolução. O trabalho ainda traz o novo baterista Matt Sherrod que substitui Paul Hester, falecido em 2005.
Para promover o álbum, o grupo fez uma turnê internacional que incluiu uma apresentação no Live Earth em julho de 2007. Também foram lançados três singles do novo trabalho, "Don't Stop Now", "She Called Up" e "Pour Le Monde".
Em novembro de 2007, foi realizada na Austrália uma turnê especial na qual o grupo lançou um CD com onze faixas que foram gravadas durante a passagem da banda pelos Estados Unidos.

## Faixas
1. "Nobody Wants To"
2. "Don't Stop Now"
3. "She Called Up"
4. "Say That Again"
5. "Pour Le Monde"
6. "Even a Child"
7. "Heaven That I'm Making"
8. "A Sigh"
9. "Silent House"
10. "English Trees"
11. "Walked Her Way Down"
12. "Transit Lounge"
13. "You Are the One to Make Me Cry"
14. "People Are Like Suns"

## DVD - Edição limitada (Reino Unido)
1. "Locked Out"  (Live Real World Sessions Webcast)
2. "Something So Strong"  (Live Real World Sessions Webcast)
3. "World Where You Live"  (Live Real World Sessions Webcast)
4. Time On Earth Interview*
  - "Hotel California"
  - "Transit Lounge"
  - "Pour Le Monde"
5. Crowded House images (com audio de "Don't Stop Now")

- *Agora disponível no site oficial do Crowded House.

## Disco ao vivo (Austrália)
1. "Man to Me"
2. "World Where You Live"
3. "Don't Stop Now"
4. "Hole In the River"
5. "Don't Dream It's Over"
6. "Silent House"
7. "Walked Her Way Down"
8. "Something So Strong"
9. "Weather with You"
10. "Private Universe"
11. "You Are the One to Make Me Cry"

## Músicos

### Crowded House
- Neil Finn: vocal, guitarras, Wurlitzer, piano e vibrafone
- Nick Seymour: baixo elétrico, vocal de apoio, Autoharpa
- Mark Hart: piano, teclados, guitarra elétrica, harmonia nas faixas 2, 3, 6 e 12
- Matt Sherrod: bateria nas faixas 2, 3, 6 e 12, vocais de apoio na faixa  3

## Outros músicos
- Ethan Johns: bateria nas faixas 1, 7, 9-11 e 13, vocais de apoio na faixa 1, harmonia vocal na faixa 5, arranjos de cordas nas faixas 5, 13 e 14, sitar na faixa 7, fuzzbox e sanfona na faixa 9, guitarra na faixa 11
- Rikki Gooch: bateria nas faixas 4, 5 e 11, banda marcial bumbo e prato na faixa 13
- Gavin Wright: string spalla nas faixas 5, 13 e 14
- Isobel Griffiths: string nas faixas 5, 13 e 14
- Richard Watkins: trompa na faixa 5
- Sonny Marr: vocais de apoio na faixa 6
- Eddie Rayner: piano na faixa 1, harmônio na faixa 10
- Sharon Finn: vocais na faixa 10
- Don McGlashan: eufônio na faixa 10, vocais na faixa 8
- Joey Waronker: bateria na faixa 14
- Jay Joyce: guitarra na faixa 8
- Beth Rowley: vocal na faixa 12
- Johnny Marr: guitarra elétrica nas faixas 2 e 6, 12-string acoustic guitar na faixa 6
- Elroy Finn: guitarra acústica nas faixas 4, 5, 7 e 9, guitarra elétrica na faixa 11
- Liam Finn: vocais nas faixas 7, 9 e 10
- Joesph Linsday: trompas na faixa 7
- Isaac McNeill: trompas na faixa 7
- Scott Towers: trompas na faixa 7

## Desempenho nas paradas
| Paradas (2007)                   | Melhor posição | Certificação |
| -------------------------------- | -------------- | ------------ |
| ARIA Charts da Austrália         | 1              | Platina      |
| RIANZ da Nova Zelândia           | 2              | Ouro         |
| UK Albums Chart do Reino Unido   | 3              |              |
| Dutch Albums Chart               | 12             |              |
| Belgian Albums Chart             | 23             |              |
| Música da Irlanda                | 37             |              |
| Canadian Albums Chart do Canadá  | 38             |              |
| Billboard 200 dos Estados Unidos | 46             |              |
| Parada de álbuns da Suíça        | 89             |              |
| Parada de álbuns alemães         | 95             |              |